# Kilsbergen

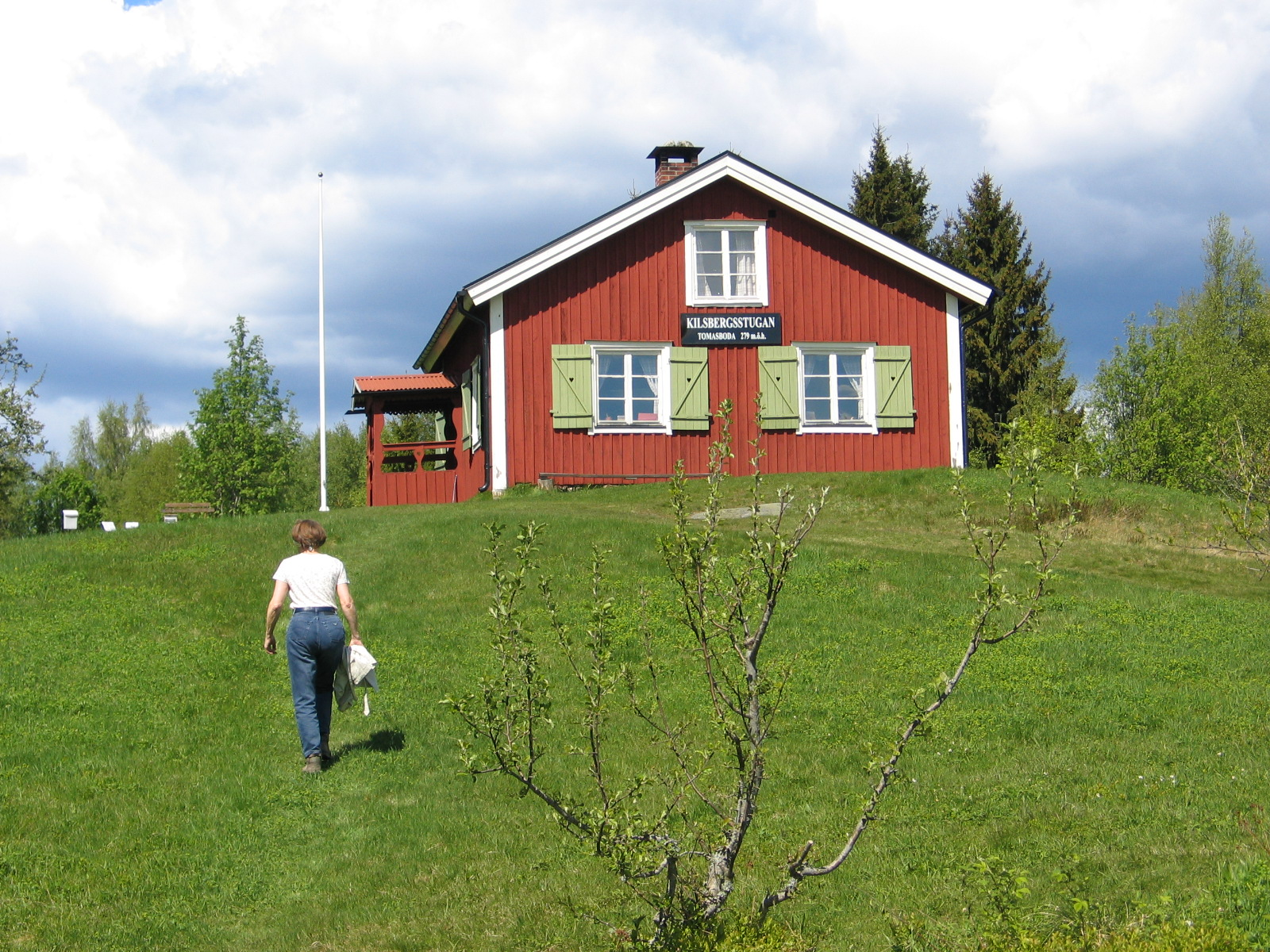
Kilsbergen

Kilsbergen ist ein Höhenzug zwischen den historischen Provinzen Närke und Värmland in Mittelschweden.
Der bis zu 298 Meter hohe Rücken fungiert als Wasserscheide zwischen Flüssen der Ostsee und des Kattegat. Der Höhenzug erstreck sich 25 Kilometer in gerader Linie von Nora im Nordosten nach Mustio im Südwesten. Kilsbergen ist ein beliebtes Sportzentrum der Provinz Örebro län. Hier gibt es den Wanderweg Bergslagsleden, ca. 50 Kilometer gespurte Skilanglaufloipen und mehrere Abfahrtshänge.
Früher wurde hier in größerem Umfang Eisenerz abgebaut.